# Waldemar Matysik
Waldemar Józef Matysik (* 27. September 1961 in Stanica Wielka bei Gliwice, Polen) ist ein ehemaliger polnisch-deutscher Fußballspieler.

## Vereinskarriere
Waldemar Matysik bestritt 1979 im Alter von 18 Jahren sein erstes Spiel in der ersten polnischen Liga für Górnik Zabrze. Schon in der nächsten Saison debütierte Matysik 1980 in der polnischen Nationalmannschaft am 19. November 1980 gegen Algerien (5:1-Sieg). 1987 wechselte er nach Frankreich zu AJ Auxerre. Hier verbrachte er drei Jahre. Im April 1990 nahm er die deutsche Staatsbürgerschaft an. Zur Saison 1990/91 wechselte Matysik in die Fußball-Bundesliga zum Hamburger SV. Hier war er drei Jahre lang Stammspieler und Leistungsträger. 1993 unterschrieb er für eine Saison beim Zweitligisten Wuppertaler SV. Jedoch stieg der Wuppertaler SV ab und Matysik wechselte erneut den Arbeitgeber. Diesmal kam er beim Regionalligisten VfB Wissen unter. Ende 1995 versuchte er sein Glück nochmals im Profifußball. Er unterschrieb bei Rot-Weiss Essen. Hier spielte er nochmal ein Jahr Regionalliga und ein Jahr 2. Fußball-Bundesliga. Seine Karriere ließ Matysik 1998 beim FC Germania Dattenfeld ausklingen.
Bis Juni 2005 war Matysik Trainer des Kreisligisten FSV SW Neunkirchen-Seelscheid 1926 e. V., den er mit siegreichen Relegationsspielen gegen den FC Leverkusen (2:0) und den VfR Wipperfürth (5:0) in die Bezirksliga führte. Anschließend war er bis Juni 2010 Trainer beim Bonner Bezirksligisten 1. SF Brüser Berg.
Seit dem 1. Januar 2013 hat Waldemar Matysik das Chef-Traineramt beim Bonner Bezirksligisten SC Fortuna Bonn inne.

## Nationalmannschaft
Mit der polnischen Nationalmannschaft spielte Matysik bei der WM 1982 und der WM 1986. Insgesamt brachte er es auf 55 Einsätze in der polnischen Nationalmannschaft.

## Erfolge
- Polnischer Meister (1985, 1986, 1987)
- WM-Teilnahme (1982, 1986)
- WM-Dritter (1982)
- U18-Vize-Europameister (1980)